# 在日モンゴル留学生会
在日モンゴル留学生会（ざいにちモンゴルりゅうがくせいかい、モンゴル語: Япон дахь Монгол Оюутны Холбоо、略称: ЯМОХ YAMOH、英語: Mongolian Students' Association in Japan）は、日本のモンゴル人留学生が組織する留学生会である。

## 概要
在日モンゴル留学生会は1996年6月に発足した。日本人との交流、およびモンゴル人留学生同士の交流を目的としている。主にモンゴル国の大学生、大学院生、専門学校生が会員になっている。各年度ごとに会長および幹部を選出する。日蒙交流の活動では、駐日モンゴル国大使館や外務省などからの後援を受けるなど、公的な性格も強い。

## 活動

### ハワリンバヤル
ハワリンバヤルは、モンゴルを紹介する催し物。東京都で1998年から、ほぼ毎年春に開催している。駐日モンゴル国大使館と外務省が例年後援している。

### ツァガーンサル
ツァガーンサルは、モンゴルの伝統的な旧正月を祝うパーティー。東京都でほぼ毎年2月に開催している。基本的に予約・招待制。

### 支援活動
- 東日本大震災救済支援 － 2011年5月14日、ビッド・ハムトダー（モンゴル語: Бид хамтдаа、「私たちは共にいます」の意）と題したチャリティーコンサートをモンゴル人協会・日本と共に主催し[2]、その収益をもとに被災地の宮城県仙台市で、モンゴル料理の炊き出しを行なった。
- ゾド（雪害）救済支援 － 2010年、モンゴル国の遊牧民に衣料、毛布、生活必需品を寄付した。
- 教科書寄贈 － 2009年、モンゴル国の高等学校に500冊の教科書を贈呈した。

### 社会貢献活動
モンゴル国の河川の清掃活動や植林活動など。

### 学生間交流
スポーツ大会、勉強会、フォーラムなど。

## 歴代会長
- ダムディンスレン・ダムディンバヤル（初代、モンゴル語: Дамдинсүрэнгийн Дамдинбаяр）[1][3]
- バトバヤ・ナサンビレグ（2代目、モンゴル語: Батбаярын Насанбилэг、愛称: ナスカ）[4][5][6]
- バトチュルーン・デミチッグ（モンゴル語: Батчулуунын Дэмчиг、愛称: デミ）[7][8]
- ダシミャグマル・バトデレム（モンゴル語: Дашмягмарын Батдэрэм、愛称: デルメ）[1][9]
- ダシュデンベレル・バトチュナグ（モンゴル語: Дашдэмбэрэлийн Батчунаг）[10]
- バータルフー・ウンダルマー（モンゴル語: Баатархүүгийн Ундармаа）[11]
- ニャムドルジ・エルデネマー（モンゴル語: Нямдоржийн Эрдэнэмаа）[12]